# Сквер Миндовского
Сад им. Миндовского (иногда — Сквер имени Миндовского) в Перми расположен в Индустриальном районе города вдоль улицы Мира.

## История
Сквер был заложен в 1962 г. по нечётной стороне улицы Мира между трамвайными остановками «Ул. Советской Армии» и «Ул. Чайковского». На месте сквера был большой заболоченный овраг реки Гарюшки, исток самой которой начинался на территории 109 школы. Первоначально он назывался «Сквер имени XXII съезда КПСС» и проектировался в институте Горпроект архитектором Г. Денисовой. 
Позднее сквер был переименован в честь лесовода В. Л. Миндовского, который более трёх десятилетий руководил озеленением Березников и Перми. 
В 2009 г. сквер был закрыт на реконструкцию и открылся 4 ноября 2011 г. Сквер был облагорожен: были проложены новые асфальтовые дорожки, сооружены новые фонари, оформлены газоны, установлены скамейки, организованы детские площадки.